# Benedikt Loderer

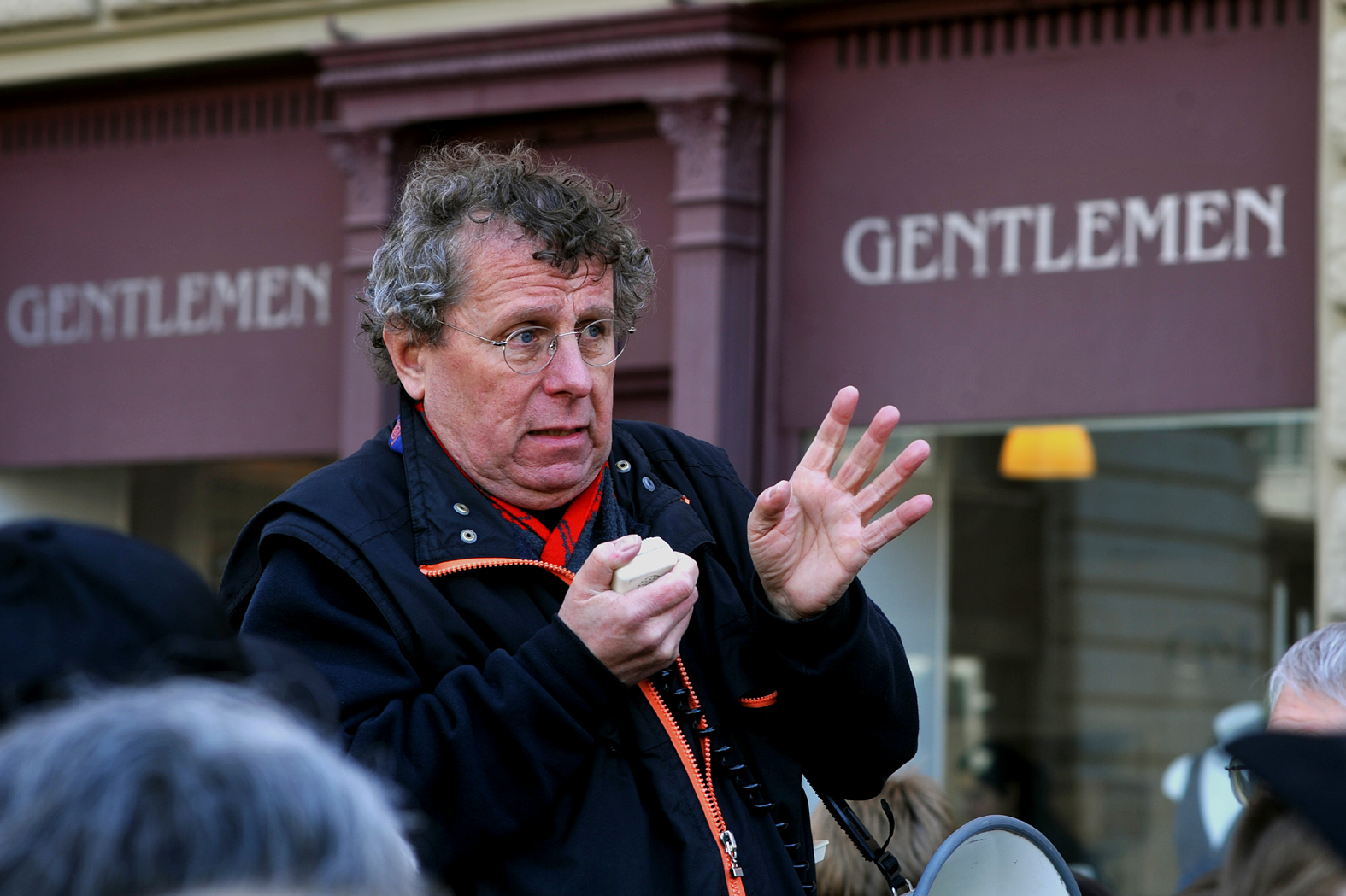
Benedikt Loderer in Biel (2010)

Benedikt Loderer (* 1945 in Bern) ist ein Schweizer Architekt und Publizist. Als Journalist schreibt er u. a. für die Zeitschrift Hochparterre, die er 1988 gründete.

## Leben
Loderer erlangte nach einer Bauzeichnerlehre die Matura auf dem zweiten Bildungsweg und studierte Architektur an der ETH Zürich. Anschliessend war er Hochschulassistent, Fernsehvolontär und angestellter Architekt. Dann begann er, für Zeitungen zu schreiben und war einige Jahre freier Journalist, namentlich als Stadtwanderer und Architekturkritiker beim Tages-Anzeiger.  1981 promovierte er bei Paul Hofer an der ETH Zürich mit der Dissertation «Der Innenraum des Aussenraums ist Aussenraum des Innenraums. Begriffbestimmung ‹Stadtraum›». Zwischen 1980 und 1986 schrieb er drei Hörspiele und ein Fernsehstück und war Teilzeitredaktor der Architekturzeitschrift «aktuelles bauen».
Im Verlag Curti Medien AG gab er 1988 den Anstoss zur Gründung der Zeitschrift für Architektur und Design Hochparterre, deren Chefredaktor er wurde. Im Sommer 1991 wurde aus Hochparterre ein redaktionseigener Betrieb, die Zeitschrift gehört seither ihren Machern. Im Mai 1997 trat er als Chefredaktor zurück und wurde Redaktor und Stadtwanderer ohne Führungsverantwortung bei Hochparterre. 2010 pensionierte er sich.
Loderer lebt heute in Biel und arbeitet als freischaffender Autor und Journalist. 2012 erschien sein Buch Die Landesverteidigung in der Edition Hochparterre, in dem er die Zersiedelung der Schweiz anprangert und ein neues Landgesetz fordert.
Seit September 2017 vertritt er als Nachfolger von Andreas Bösch die Grünen Biels im städtischen Parlament.
2018 wurde er vom Kanton Bern mit dem Kulturvermittlerpreis ausgezeichnet.